# Slag bij Cloyd's Mountain
De Slag bij Cloyd's Mountain vond plaats op 9 mei 1864 in Pulaski County, Virginia tijdens de Amerikaanse Burgeroorlog. Dankzij die overwinning slaagden de Noordelijken erin om de laatste operationele spoorweg tussen Tennessee en Virginia te vernietigen.

## Achtergrond
Brigadegeneraal George Crook was bevelhebber van de Army of West Virginia die samengesteld werd uit drie brigades van de Divison of the Kanawha. Toen Ulysses S. Grant in de lente van 1864 aan zijn groots offensief begon waarbij twee Noordelijke legers naar Richmond oprukten en een derde doorheen de Shenandoahvallei, nam ook Crook deel aan het offensief. Zijn eenheden rukten via de Appalachen op naar het zuidwesten van Virginia. Zijn doel was de vernietiging van de Virginai & Tennessee spoorweg. Crooks aanval zou samen uitgevoerd worden met William W. Averells opmars. De Zuidelijke eenheden in de regio die de spoorweg beschermden, werden aangevoerd door brigadegeneraal Albert G. Jenkins. Jenkins had het bevel op zich genomen de dag voor de aankomst van Crook. Nadat Jenkins in de Gettysburgveldtocht gewond was geraakt, keerde hij pas in de late herfst terug in actieve dienst. Begin 1864 heeft hij cavalerie-eenheden opgericht en getraind. In mei kreeg hij het bevel over het Departement of Western Virginia met het hoofdkwartier in Dublin.

## De slag
De beste locatie volgens Jenkins om de spoorweg te verdedigen was Cloyd’s Mountain. Daar bouwde hij een sterke defensieve linie uit. Toen de Noordelijken voor het stadje verschenen, besefte Crook dat een frontale aanval op de Zuidelijke stellingen niets zou uithalen. Het omliggende gebied was sterk bebost. Crook gebruikte dit als scherm om zijn troepen via een omtrekkende beweging naar de Zuidelijke rechterflank te dirigeren.
Crook opende de gevechten met een artilleriebarrage. Kort daarna stuurde hij de brigade van kolonel Carr B. White naar voren. Zijn twee andere brigades onder leiding van kolonel Horatio G. Sickel en de toekomstige Amerikaanse president Rutherford B. Hayes dienden een frontale aanval uit te voeren zodra Whites brigade onderweg was. Whites brigade, die hiermee zijn vuurdoop onderging, naderde de Zuidelijke stellingen tot op 20 meter. Ze dienden zich al snel terug te trekken door de al te zware verliezen.
Hayes’ brigade vormde de voorhoede van de frontale aanval die rond 11.00 uur plaatsvond. Er vonden zware man-tegen-mangevechten plaats. De twee Noordelijke brigades verloren opnieuw terrein. Op dit moment stuurde Crook twee regimenten naar Hayes als versterking. Whites brigade viel opnieuw aan en veroverde een vijandelijke batterij. Ook de andere brigades kregen nu de overhand. Jenkins probeerde nog troepen naar zijn bedreigde centrum te krijgen maar raakte dodelijk gewond en werd gevangengenomen. Zijn rechterhand, John McCausland, nam het bevel over en trok de overgebleven Zuidelijke eenheden met succes terug.

## Gevolgen
De slag was van korte duur en er vochten betrekkelijk weinig soldaten mee. Toch vielen er relatief veel slachtoffers door de zware gevechten. Crook verloor ongeveer 10% van zijn effectief of 688 soldaten. De Zuidelijken verloren 538 soldaten of bijna een vierde van het totaal. Deze slag wordt beschouwd als een Noordelijke overwinning, omdat deze erin slaagden om na deze gevechten de spoorweg te vernietigen. Ook Averell vernietigde zijn toegewezen deel van de spoorweg waardoor de laatste communicatielijn naar oostelijk Tennessee voor de Zuidelijken verloren ging. De volgende dag slaagden de Zuidelijken er niet in om een spoorwegbrug bij New River te verdedigen.